# Changes (Lisa Miskovsky)
Changes è il terzo album di Lisa Miskovsky.

## Tracce
1. Little Bird
2. Acceptable Losses
3. Mary
4. Been Through This
5. Foxholes
6. California Heart
7. Sweet Misery
8. Last Year's Song
9. As Daylight Fades
10. Please
11. Once Gone, Always Missing
12. 20th Of December Madison Avenue